# G-Unit Films
A G-Unit Films é uma produtora de filmes dos Estados Unidos fundada pelo rapper 50 Cent e pela Interscope Records em 2003. Em uma entrevista em 2008, 50 Cent declarou que gostaria de criar a sua própria companhia de produção de filmes independente. EM 2008, junto com Chris Lighty, ele deu início à Cheetah Vision.